# Raymond Smullyan
Raymond Smullyan   (Far Rockaway, 25 de maig de 1919 - Hudson, 6 de febrer de 2017) va ser un matemàtic americà, concertista de piano, lògic, filòsof taoista i mag. La seva primera feina va ser de mag d'escena. Després es va graduar a la Universitat de Chicago, el 1955, i va obtenir el doctorat a la Universitat de Princeton, el 1959. Ha estat un dels lògics que va estudiar sota Alonzo Church.
Smullyan és autor de molts de llibres en Matemàtica recreativa i en lògica recreativa. Un dels més importants és What is the Name of this Book? El seu darrer llibre és A Beginner's Further Guide to Mathematical Logic.
Va ser professor de filosofia al Lehman College i Graduate Center, de la City University of New York, i a la Universitat d'Indiana.
Són molt famosos els seus llibres de problemes de lògica, encara que la seva activitat s'ha estès en molts altres camps. Els problemes de lògica, molts com a extensions de trencaclosques clàssics, tracten per exemple de cavallers i mentiders (Knights and Knaves). Els primers diuen sempre la veritat, i els segons diuen sempre mentides.
Hi ha fins i tot problemes més complexos, com els que involucren persones que poden dir la veritat o mentida de forma aleatòria, o també els que poden respondre "sí" o "no", però on no se sap pas si aquests mots volen dir realment "sí" o "no", o a l'inrevès. Un divertit exemple n'és també l'Illa dels Preguntons, on els seus habitants no poden fer afirmacions, sinó que només poden fer preguntes de resposta "sí" o "no".
Smullyan també ha escrit sobre Alícia al País de les Meravelles, i són famosos els seus problemes sobre la Dama i el Tigre.